# Epigomphus crepidus
Epigomphus crepidus es una libélula de la familia de las libélulas topo (Gomphidae). Es una especie endémica de México. Fue descrita por C. H. Kennedy en el año 19361.

## Clasificación y descripción
Epigomphus es un género neotropical que contiene 28 especies que se distribuyen desde México hasta el noreste de Argentina2. En México está representado por siete especies con distribuciones muy restringidas, cinco de ellas endémicas del país: E. crepidus, Kennedy, 1936, E. donnellyi, González & Cook, 1988, E. Flinti Donnelly, 1989, E. paulsoni Belle, 1981 y E. sulcatistyla Donnelly, 1989; las dos restantes, E. clavatus Belle, 1980 y E. subobtusus Selys, 1878 se encuentran en Chiapas y también en Centroamérica. Epigomphus crepidus es una especie negra marrón con líneas verde olivo o amarillentas en la cara y el tórax, la base del abdomen y la mayor parte del segmento siete son de color blanquesino1.

## Distribución
Vive en los Estados de Jalisco, Nayarit y Oaxaca; en México3.

## Hábitat
No hay reportes sobre la biología de esta especie, sin embargo el género se caracteriza por habitar riachuelos abiertos en zonas forestadas2.

## Estado de conservación
Dentro de la lista roja de la IUCN se considera que la información es insuficiente para colocarlo en una categoría de riesgo4.